# Dipoena melanogaster
Dipoena melanogaster là một loài nhện thuộc họ Theridiidae.
Loài này thuộc chi Dipoena. Dipoena melanogaster được Carl Ludwig Koch miêu tả năm 1837.